# Fußballclub Rumeln 2001 Duisburg 2010-2011
Questa voce raccoglie le informazioni riguardanti il Fußballclub Rumeln 2001 Duisburg nelle competizioni ufficiali della stagione 2010-2011.

## Stagione

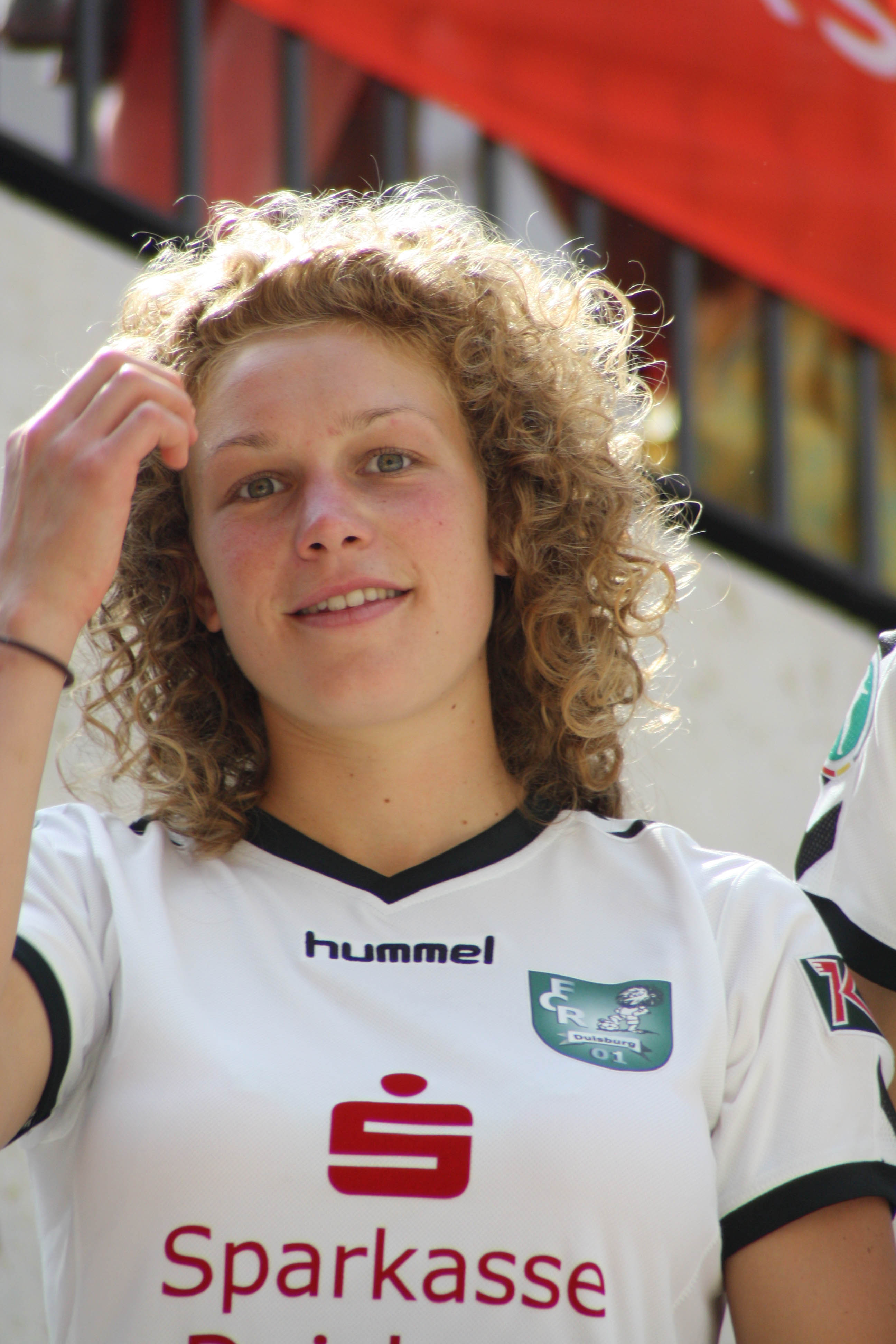
L'olandese Mirte Roelvink, uno degli acquisti della società durante la sessione estiva di calciomercato.

## Divise e sponsor
Il main sponsor era l'istituto di credito Sparkasse Duisburg, mentre lo sponsor tecnico, fornitore delle tenute, era Hummel.
|  | Casa | Trasferta |

## Organigramma societario
Staff tecnico come da sito ufficiale.
Area tecnica
- Allenatrice: Martina Voss-Tecklenburg (fino al 17 febbraio 2011)
- Allenatore: Marco Ketelaer (dal 18 febbraio 2011)
- Allenatore in seconda: Marco Ketelaer (fino al 17 febbraio 2011)
- Allenatore dei portieri: Andreas Kontra
- Preparatore atletico: Heinz Lünsch
- Fisioterapisti: Cathrin Junker

## Rosa
Rosa, ruoli e numeri di maglia come da sito ufficiale, aggiornati al 24 marzo 2011, integrati dal sito della Federcalcio tedesca (DFB).
| N. |                        | Ruolo | Calciatrice      |
| -- | ---------------------- | ----- | ---------------- |
| 1  | Germania (bandiera)    | P     | Ursula Holl      |
| 2  | Germania (bandiera)    | D     | Luisa Wensing    |
| 3  | Germania (bandiera)    | D     | Anne van Bonn    |
| 4  | Paesi Bassi (bandiera) | D     | Mirte Roelvink   |
| 5  | Germania (bandiera)    | D     | Annike Krahn     |
| 6  | Germania (bandiera)    | C     | Jennifer Oster   |
| 7  | Germania (bandiera)    | C     | Turid Knaak      |
| 8  | Paesi Bassi (bandiera) | C     | Annemieke Kiesel |
| 9  | Germania (bandiera)    | A     | Inka Grings      |
| 10 | Germania (bandiera)    | C     | Linda Bresonik   |
| 11 | Germania (bandiera)    | C     | Simone Laudehr   |
| 13 | Germania (bandiera)    | C     | Barbara Müller   |
| 14 | Paesi Bassi (bandiera) | C     | Jackie Groenen   |
| 14 | Germania (bandiera)    | D     | Isabel Hochstein |

| N. |                     | Ruolo | Calciatrice            |
| -- | ------------------- | ----- | ---------------------- |
| 15 | Belgio (bandiera)   | C     | Femke Maes             |
| 16 | Germania (bandiera) | A     | Hasret Kayikçi         |
| 17 | Germania (bandiera) | C     | Marina Hegering        |
| 18 | Germania (bandiera) | D     | Sonja Fuss             |
| 19 | Germania (bandiera) | A     | Stefanie Weichelt      |
| 20 | Germania (bandiera) | A     | Mandy Islacker         |
| 21 | Germania (bandiera) | D     | Marina Himmighofen     |
| 22 | Germania (bandiera) | P     | Christina Bellinghoven |
| 23 | Germania (bandiera) | D     | Irina London           |
| 24 | Germania (bandiera) | P     | Anke Preuß             |
| 25 | Germania (bandiera) | A     | Alexandra Popp         |
| 26 | Giappone (bandiera) | C     | Kozue Andō             |
| 26 | Germania (bandiera) | C     | Gülhiye Cengiz         |

## Calciomercato

### Sessione estiva
| Acquisti | Acquisti          | Acquisti            | Acquisti   |
| R.       | Nome              | da                  | Modalità   |
| -------- | ----------------- | ------------------- | ---------- |
| D        | Mirte Roelvink    | Twente              | definitivo |
| C        | Stefanie Weichelt | SG Essen-Schönebeck | definitivo |
| A        | Mandy Islacker    | Bayern Monaco       | definitivo |

| Cessioni | Cessioni              | Cessioni            | Cessioni   |
| R.       | Nome                  | a                   | Modalità   |
| -------- | --------------------- | ------------------- | ---------- |
| D        | Elena Hauer           | SG Essen-Schönebeck | definitivo |
| D        | Marith Müller-Prießen | Bayer Leverkusen    | definitivo |
| D        | Lena Wermelt          | Herforder           | definitivo |
| C        | Ana Leite             | SG Essen-Schönebeck | definitivo |
| C        | Irini Ioannidou       | SG Essen-Schönebeck | definitivo |
| C        | Ilka Pedersen         | SG Essen-Schönebeck | definitivo |
| A        | Eunice Beckmann       | Bayer Leverkusen    | definitivo |

### Sessione invernale
| Acquisti | Acquisti   | Acquisti | Acquisti   |
| R.       | Nome       | da       | Modalità   |
| -------- | ---------- | -------- | ---------- |
| D        | Sonja Fuss | Colonia  | definitivo |

| Cessioni | Cessioni | Cessioni | Cessioni |
| R.       | Nome     | a        | Modalità |
| -------- | -------- | -------- | -------- |
|          |          |          |          |

## Risultati

### Frauen-Bundesliga

#### Girone di andata
| Arbitro: | Wozniak (Herne) |

|                                                                    |           |  |
| Maes 3’ Popp 24’ Grings 28’, 64’, 74’, 76’, 82’ Andō 30’ Knaak 87’ | Marcatori |  |

| Arbitro: | Hussein (Bad Harzburg) |

|  |           |               |
|  | Marcatori | 30’, 69’ Maes |

| Arbitro: | Eisenhardt (Holzgerlingen) |

|                               |           |                            |
| Laudehr 31’ Grings 89’ (rig.) | Marcatori | 34’ Kulig 45’ Crnogorčević |

| Arbitro: | Kunick (Lissa) |

|                          |           |                                             |
| Wimbersky 34’ Bachor 39’ | Marcatori | 16’, 37’ (rig.), 69’ (rig.) Grings 64’ Andō |

| Arbitro: | Wenkel (Wehrden) |

|              |           |                          |
| Bresonik 52’ | Marcatori | 34’ Marozsán 88’ Pohlers |

| Arbitro: | Schultz (Wolfsburg) |

|  |           |                                                 |
|  | Marcatori | 14’ Oster 38’ Grings 41’, 45’ Popp 81’ Islacker |

| Arbitro: | Steinhaus (Langenhagen) |

|            |           |                  |
| Grings 86’ | Marcatori | 13’ (rig.) Zietz |

| Arbitro: | Müller-Schmäh (Potsdam) |

|  |           |                       |
|  | Marcatori | 57’ Popp 77’ Islacker |

| Arbitro: | Illing (Limbach-Oberfrohna) |

|                             |           |                     |
| Müller 29’, 78’ Jakabfi 43’ | Marcatori | 33’ Andō 77’ Grings |

| Arbitro: | Dietz |

|            |           |  |
| Grings 46’ | Marcatori |  |

| Arbitro: | Söder (Norimberga) |

|  |           |                                  |
|  | Marcatori | 31’ Grings 34’ Maes 80’ Islacker |

#### Girone di ritorno
| Arbitro: | Rafalski (Baunatal) |

|                           |           |                             |
| Kasperczyk 30’ Schwab 62’ | Marcatori | 19’, 33’ (rig.), 70’ Grings |

| Arbitro: | Biehl (Siesbach) |

|                              |           |                |
| Grings 62’ Islacker 66’, 70’ | Marcatori | 11’ Malinowski |

| Arbitro: | Rafalski (Baunatal) |

|              |           |                                                      |
| Schubert 70’ | Marcatori | 18’ Andō 41’ Grings 54’ Wensing 85’ Maes 89’ Laudehr |

| Arbitro: | Storch-Schäfer (Petersberg) |

|                      |           |            |
| Popp 39’ Laudehr 45’ | Marcatori | 86’ Lotzen |

| Arbitro: | Kunick (Lissa) |

|  |           |            |
|  | Marcatori | 71’ Grings |

| Arbitro: | Söder (Norimberga) |

|                                        |           |  |
| Laudehr 3’ Oster 25’, 35’ Islacker 89’ | Marcatori |  |

| Arbitro: | Hussein (Bad Harzburg) |

|            |           |  |
| Mittag 84’ | Marcatori |  |

| Arbitro: | Kunick (Lissa) |

|                |           |  |
| Grings 2’, 90’ | Marcatori |  |

| Arbitro: | Illing (Limbach-Oberfrohna) |

|               |           |            |
| Popp 25’, 50’ | Marcatori | 84’ Wagner |

| Arbitro: | Müller-Schmäh (Potsdam) |

|                     |           |                     |
| Añonma 7’ Milde 26’ | Marcatori | 59’ Grings 82’ Popp |

| Arbitro: | Hussein (Bad Harzburg) |

|                                          |           |  |
| Popp 17’, 72’, 89’ Islacker 45’ Maes 61’ | Marcatori |  |

### DFB-Pokal der Frauen
| Arbitro: | Wozniak (Herne) |

|  |           |                                                          |
|  | Marcatori | 50’, 61’ Laudehr 58’ Knaak 60’ Oster 63’ Andō 89’ Müller |

| Arbitro: | Kunick (Lissa) |

|                    |           |                                |
| Laudehr 83’ (aut.) | Marcatori | 11’, 38’, 50’, 57’, 74’ Grings |

| Arbitro: | Storch-Schäfer (Petersberg) |

|                                  |           |  |
| Lotzen 68’ Banecki 72’ Šimić 77’ | Marcatori |  |

### UEFA Women's Champions League

#### Qualificazioni
| Arbitro: | Dilan Gökçek |

|                                |           |  |
| Popp 56’ Oster 62’ Laudehr 86’ | Marcatori |  |

| Arbitro: | Dilan Gökçek |

|                                                                        |           |            |
| Wensing 3’, 7’ Roelvink 33’, 36’ Krahn 74’ Kiesel-Griffioen 85’ (rig.) | Marcatori | 53’ Nelson |

| Arbitro: | Jana Adámková |

|  |           |                                                         |
|  | Marcatori | 11’ Kiesel-Griffioen 27’, 32’ Grings 83’ (rig.) Laudehr |

#### Fase a gironi
| Arbitro: | Aneliya Sinabova |

|  |           |                                       |
|  | Marcatori | 19’, 28’, 48’, 88’ Grings 34’ Laudehr |

| Arbitro: | Silvia Tea Spinelli |

|                                                    |           |  |
| Grings 45+1’, 71’, 75’, 78’ Müller 50’ Laudehr 86’ | Marcatori |  |

| Arbitro: | Tanja Schett |

|                                                 |           |                        |
| Knaak 45’ Wensing 45+2’ Grings 56’ Islacker 82’ | Marcatori | 16’ Arnth 54’ Pedersen |

| Arbitro: | Christina Pedersen |

|  |           |                                |
|  | Marcatori | 32’, 47’ Weichelt 89’ Islacker |

| Arbitro: | Dagmar Damková |

|           |           |                        |
| Dowie 60’ | Marcatori | 52’ Andō 59’, 65’ Popp |

| Arbitro: | Jenny Palmqvist |

|                               |           |               |
| Laudehr 22’ Grings 79’ (rig.) | Marcatori | 90+3’ Harries |

| Arbitro: | Cristina Dorcioman |

|                      |           |                              |
| Grings 32’ Oster 42’ | Marcatori | 16’ Kerschowski 35’ Nagasato |

| Arbitro: | Kirsi Heikkinen |

|              |           |  |
| Nagasato 40’ | Marcatori |  |

## Statistiche

### Statistiche di squadra
| Competizione         | Punti | In casa | In casa | In casa | In casa | In casa | In casa | In trasferta | In trasferta | In trasferta | In trasferta | In trasferta | In trasferta | Totale | Totale | Totale | Totale | Totale | Totale | DR  |
| Competizione         | Punti | G       | V       | N       | P       | Gf      | Gs      | G            | V            | N            | P            | Gf           | Gs           | G      | V      | N      | P      | Gf     | Gs     | DR  |
| -------------------- | ----- | ------- | ------- | ------- | ------- | ------- | ------- | ------------ | ------------ | ------------ | ------------ | ------------ | ------------ | ------ | ------ | ------ | ------ | ------ | ------ | --- |
| Frauen-Bundesliga    | 51    | 11      | 8       | 2       | 1       | .       | .       | 11           | 8            | 1            | 2            | .            | .            | 22     | 16     | 3      | 3      | 61     | 19     | +42 |
| DFB-Pokal der Frauen | -     | 3       | 2       | 0       | 1       | 11      | 4       | -            | -            | -            | -            | -            | -            | 3      | 2      | 0      | 1      | 11     | 4      | +7  |
| Champions League     | -     | 6       | 5       | 1       | 0       | 23      | 6       | 5            | 4            | 0            | 1            | 15           | 2            | 11     | 9      | 1      | 1      | 38     | 8      | +30 |
| Totale               | -     | 20      | 15      | 3       | 2       | .       | .       | 16           | 12           | 1            | 3            | .            | .            | 36     | 27     | 4      | 5      | 110    | 31     | +79 |

### Andamento in campionato
| Giornata  | 1 | 2 | 3 | 4 | 5 | 6 | 7 | 8 | 9 | 10 | 11 | 12 | 13 | 14 | 15 | 16 | 17 | 18 | 19 | 20 | 21 | 22 |
| --------- | - | - | - | - | - | - | - | - | - | -- | -- | -- | -- | -- | -- | -- | -- | -- | -- | -- | -- | -- |
| Luogo     | C | T | C | T | C | T | C | T | T | C  | T  | T  | C  | T  | C  | T  | C  | T  | C  | C  | T  | C  |
| Risultato | V | V | N | V | P | V | N | V | P | V  | V  | V  | V  | V  | V  | V  | V  | P  | V  | V  | N  | V  |
| Posizione | 1 | 1 | 3 | 2 | 3 | 2 | 4 | 3 | 3 | 3  | 3  | 3  | 3  | 3  | 3  | 3  | 3  | 3  | 3  | 3  | 3  | 3  |

Legenda:

Luogo: C = Casa; T = Trasferta. Risultato: V = Vittoria; N = Pareggio; P = Sconfitta.

### Statistiche delle giocatrici
| Giocatore       | Frauen-Bundesliga | Frauen-Bundesliga | Frauen-Bundesliga | Frauen-Bundesliga | DFB-Pokal der Frauen | DFB-Pokal der Frauen | DFB-Pokal der Frauen | DFB-Pokal der Frauen | Champions League | Champions League | Champions League | Champions League | Totale   | Totale | Totale      | Totale     |
| Giocatore       | Presenze          | Reti              | Ammonizioni       | Espulsioni        | Presenze             | Reti                 | Ammonizioni          | Espulsioni           | Presenze         | Reti             | Ammonizioni      | Espulsioni       | Presenze | Reti   | Ammonizioni | Espulsioni |
| --------------- | ----------------- | ----------------- | ----------------- | ----------------- | -------------------- | -------------------- | -------------------- | -------------------- | ---------------- | ---------------- | ---------------- | ---------------- | -------- | ------ | ----------- | ---------- |
| K. Andō         | 20                | 4                 | 0                 | 0                 | 3                    | 1                    | 0                    | 0                    | 10               | 1                | 0                | 0                | 33       | 6      | 0           | 0          |
| C. Bellinghoven | 9                 | -6                | 0                 | 0                 | 1                    | -3                   | 0                    | 0                    | 5                | -5               | 0                | 0                | 15       | -14    | 0           | 0          |
| L. Bresonik     | 13                | 1                 | 1                 | 0                 | 2                    | 0                    | 0                    | 0                    | 4                | 0                | 0                | 0                | 19       | 1      | 1           | 0          |
| G. Cengiz       | 0                 | 0                 | 0                 | 0                 | 1                    | 0                    | 0                    | 0                    | 1                | 0                | 0                | 0                | 2        | 0      | 0           | 0          |
| S. Fuss         | 7                 | 0                 | 0                 | 0                 | 1                    | 0                    | 0                    | 0                    | 4                | 0                | 0                | 0                | 12       | 0      | 0           | 0          |
| I. Grings       | 19                | 23                | 1                 | 0                 | 3                    | 5                    | 1                    | 0                    | ?                | ?                | ?                | ?                | 22+      | 28+    | 2+          | 0+         |
| J. Groenen      | 6                 | 0                 | 1                 | 0                 | 1                    | 0                    | 0                    | 0                    | -                | -                | -                | -                | 7        | 0      | 1           | 0          |
| M. Hegering     | -                 | -                 | -                 | -                 | -                    | -                    | -                    | -                    | -                | -                | -                | -                | -        | -      | -           | -          |
| M. Himmighofen  | 20                | 0                 | 2                 | 0                 | 3                    | 0                    | 1                    | 0                    | 9                | 0                | 1                | 0                | 32       | 0      | 4           | 0          |
| I. Hochstein    | 1                 | 0                 | 0                 | 0                 | 0                    | 0                    | 0                    | 0                    | 1                | 0                | 0                | 0                | 2        | 0      | 0           | 0          |
| U. Holl         | 13                | -13               | 0                 | 0                 | 2                    | -1                   | 1                    | 0                    | 6                | -3               | 0                | 0                | 21       | -17    | 1           | 0          |
| M. Islacker     | 17                | 7                 | 0                 | 0                 | 1                    | 0                    | 0                    | 0                    | 5                | 2                | 1                | 0                | 23       | 9      | 1           | 0          |
| H. Kayikçi      | -                 | -                 | -                 | -                 | -                    | -                    | -                    | -                    | -                | -                | -                | -                | -        | -      | -           | -          |
| M. Kämper       | 0                 | 0                 | 0                 | 0                 | -                    | -                    | -                    | -                    | -                | -                | -                | -                | 0        | 0      | 0           | 0          |
| A. Kiesel       | 22                | 0                 | 1                 | 0                 | 3                    | 0                    | 0                    | 0                    | 11               | 3                | 0                | 0                | 36       | 3      | 1           | 0          |
| T. Knaak        | 18                | 1                 | 0                 | 0                 | 2                    | 1                    | 0                    | 0                    | 11               | 1                | 0                | 0                | 31       | 3      | 0           | 0          |
| A. Krahn        | -                 | -                 | -                 | -                 | -                    | -                    | -                    | -                    | 5                | 1                | 0                | 0                | 5        | 1      | 0           | 0          |
| S. Laudehr      | 22                | 4                 | 4                 | 0                 | 3                    | 2                    | 0                    | 0                    | 10               | 5                | 2                | 0                | 35       | 11     | 6           | 0          |
| I. London       | 3                 | 0                 | 0                 | 0                 | 0                    | 0                    | 0                    | 0                    | 2                | 0                | 0                | 0                | 5        | 0      | 0           | 0          |
| F. Maes         | 21                | 6                 | 2                 | 0                 | 3                    | 0                    | 0                    | 0                    | 11               | 0                | 0                | 0                | 35       | 6      | 2           | 0          |
| B. Müller       | 9                 | 0                 | 1                 | 0                 | 1                    | 1                    | 0                    | 0                    | 5                | 1                | 0                | 0                | 15       | 2      | 1           | 0          |
| J. Oster        | 20                | 3                 | 0                 | 0                 | 3                    | 1                    | 0                    | 0                    | 10               | 2                | 0                | 0                | 33       | 6      | 0           | 0          |
| A. Popp         | 21                | 11                | 2                 | 0                 | 2                    | 0                    | 1                    | 0                    | 8                | 3                | 3                | 0                | 31       | 14     | 6           | 0          |
| A. Preuß        | 0                 | 0                 | 0                 | 0                 | 0                    | 0                    | 0                    | 0                    | 0                | 0                | 0                | 0                | 0        | 0      | 0           | 0          |
| M. Roelvink     | 4                 | 0                 | 0                 | 0                 | 1                    | 0                    | 0                    | 0                    | 3                | 1                | 0                | 0                | 8        | 1      | 0           | 0          |
| A. Van Bonn     | 16                | 0                 | 0                 | 0                 | 3                    | 0                    | 1                    | 0                    | 7                | 0                | 0                | 0                | 26       | 0      | 1           | 0          |
| S. Weichelt     | 10                | 0                 | 0                 | 0                 | 2                    | 0                    | 0                    | 0                    | 5                | 2                | 0                | 0                | 17       | 2      | 0           | 0          |
| L. Wensing      | 17                | 1                 | 1                 | 0                 | 2                    | 0                    | 0                    | 0                    | 9                | 3                | 0                | 0                | 28       | 4      | 1           | 0          |
| N. Windmüller   | -                 | -                 | -                 | -                 | -                    | -                    | -                    | -                    | -                | -                | -                | -                | -        | -      | -           | -          |